# José Luis Balbás
José Luis Balbás (Villamediana, Palencia, 1958) es un expolítico, economista, auditor y empresario español. A pesar de no haber ocupado cargos públicos de 1994 a 2003 lideró la corriente socialista madrileña Renovadores por la base con una importante influencia en procesos decisivos de la Federación Socialista Madrileña. En 2003 fue expulsado por el PSOE por el denominado caso "Tamayazo" que frustró la investidura como Presidente de la Comunidad de Madrid de Rafael Simancas.

## Trayectoria
Interesado en política desde los 17 años fue uno de los fundadores, junto a Francisco Fernández Ordóñez del Partido Socialdemócrata, pasó luego a militar en las filas de la Unión de Centro Democrático y en 1981 se incorporó al Partido Socialista Obrero Español desde el Partido de Acción Democrática que se había escindido de UCD. 
De 1991 a 1997 ocupó la Secretaría General de la agrupación socialista de Buenavista en el barrio de Salamanca de Madrid desde donde inició su influyente carrera en el partido. Desde mediados de la década de 1990 lideró la corriente Renovadores por la base de la Federación Socialista Madrileña que empezó a tener especial protagonismo en el congreso de la FSM celebrado en 1994. De esta posición se autoatribuyó un papel decisivo en la elección de José Luis Rodríguez Zapatero como secretario general del PSOE en 2000.
En 2003 tras las elecciones a la Asamblea de Madrid de mayo de 2003, una de las personas más próximas, Eduardo Tamayo, junto a María Teresa Sáez frustraron la investidura a Rafael Simancas como Presidente de la Comunidad de Madrid al no presentarse a la votación.  La dirección socialista le consideró instigador de lo que se conoció como el "Tamayazo" relacionándolo con supuestos intereses inmobiliarios que hubieran quedado afectados ante la modificación de la controvertida Ley del Suelo, que PSOE y, especialmente, Izquierda Unida tenían como objetivo prioritario cambiar con el nuevo gobierno que finalmente se frustró. El expediente contra Balbás se abrió con una denuncia formulada por Enrique Benedicto, militante socialista de Collado Villalba y marido de la política socialista Ruth Porta, uno de los puntales de Rafael Simancas, que transmitió a la Federación Socialista Madrileña sus sospechas sobre los negocios inmobiliarios de José Luis Balbás. El 12 de junio fue suspendido de militancia y el 17 de junio finalmente, el PSOE se querelló contra él.  Balbás se defendió asegurando que no había intervenido en la decisión de la frustrada votación y que se limitó a recibir una petición de José Blanco para que mediara con Tamayo y Sáez.
A partir de su expulsión Balbás continuó con sus negocios y colabora como comentarista político en diversos medios. Inicialmente colaboró con Intereconomía en el programa El gato al agua y desde 2013 colabora como comentarista político en el programa de televisión El cascabel de 13 TV.
En enero de 2015 los investigadores del caso de Francisco Nicolás relacionaron a Balbás con la persona que estaba detrás de la trama. Balbás respondió que le conocía desde 2015 pero negó que tuviera una estrecha relación con el mismo.